# Šen-čou 17
Šen-čou 17 (čínsky 神舟十七号; doslova „Božská loď číslo sedmnáct“) byl dvanáctý čínský pilotovaný vesmírný let v programu Šen-čou. Současně šlo o šestou misi určenou k dopravě tříčlenné posádky na čínskou Vesmírnou stanici Tchien-kung (TSS). Začala startem 26. října 2023 a skončila přistáním 30. dubna 2024.

## Posádka
Den před plánovaným startem bylo zveřejněno složení posádky:
Hlavní posádka:
- Tchang Chung-po (2), velitel, CMSA
- Tchang Šeng-ťie (1), operátor, CMSA
- Ťiang Sin-lin (1), systémový operátor, CMSA

(v závorkách je uveden celkový počet letů do vesmíru včetně této mise)
Všichni tři kosmonauti jsou piloti čínské Lidové osvobozenecké armády. Tchang Chung-po se jako první čínský kosmonaut vydal na stanici už podruhé. Poprvé na ní strávil 92 dní v létě 2021 při misi Šen-čou 12 a přitom se zúčastnil i vůbec prvního výstupu do vesmíru z TSS.

## Šen-čou a Čchang-čeng 2F
Kosmickou loď Šen-čou vyvíjela v několika etapách od 80. let 20. století, ale hlavním impulsem se v roce 1995 stalo zakoupení ruské technologie pro pilotované kosmické lety. Po něm Čína vytvořila několik prototypů, v letech 1999 až 2002 vypustila čtyři testovací lodě a od roku 2003 sbírá zkušenosti s lety s posádkou. Od roku 2021 lodě Šen-čou dopravují čínské kosmonauty na Vesmírnou stanici Tchien-kung.
Loď o celkové délce 8,86 metru a maximálním průměru 2,8 metru dosahuje vzletové hmotnosti 7 790 kg. Skládá se ze tří částí: válcového hermetizovaného orbitálního modulu s vnitřním objemem 8 m3, hermetizovaného návratového modulu oble-kuželovitého tvaru o výšce 2,5 m, maximálním průměru 2,5 m a s vnitřním prostorem o objemu 6 m3, a válcového nehermetizovaného pohonného modulu nesoucího hlavní korekční a brzdicí motor a 24 trysek pro orientaci a stabilizaci lodi na dráze.
S lodí Šen-čou 16 spatřila světlo světa nová výrobní série šesti kusů lodi, na níž byla provedena různá vylepšení včetně moderní palubní desky a dosažen vyšší podíl domácího (čínského) hardwaru..
Řadu nosných raket Čchang-čeng (Dlouhý pochod) doprovází čínský kosmický program už od jeho prvního kosmického letu v roce 1970, vyvinuto přitom byl pro různé účely přes 20 verzí. Jednou z nich je i varianta 2F, která slouží k vynášení kosmických lodí Šen-čou na nízkou oběžnou dráhu kolem Země a v podvariantě 2F/G vynesla také dvě testovací vesmírné laboratoře Tchien-kung 1 a 2. Dvoustupňová raketa se čtyřmi přídavnými motory ve spodní části prvního stupně dosahuje výšky 62 m, nejvyšší průměr je 3,35 m bez přídavných motorů a 7,85 m s nimi. Startovní hmotnost je 464 tun.

## Průběh letu
Start z kosmodromu Ťiou-čchüan se uskutečnil 26. října 2023 v 03:13:02 UTC. Loď se po úspěšném startu a šestiapůlhodinovém letu v 09:46 UTC připojila přes přední port jádrového modulu Tchien-che k Vesmírné stanici Tchien-kung (TSS). Trojice kosmonautů po nezbytných testech a otevření poklopů v 11:34 UTC vstoupila na palubu stanice a setkala se s její pátou posádkou, kterou tvořili Ťing Chaj-pcheng, Ču Jang-ču a Kuej Chaj-čchao. Poté, co dosavadní tříčlenný tým 30. října odletěl ve své lodi Šen-čou 16 zpět na Zemi, stali se nově příchozí kosmonauti již 6. dlouhodobou posádkou TSS. 
Během mise budou prováděli vědecké experimenty a zajišťovat údržbu stanice. Podle některých zdrojů budou muset při výstupu do volného prostoru důkladně zkontrolovat solární panely stanice poté, co předběžné testy naznačují jejich mírně poškození drobnými částicemi vesmírného odpadu. Později se ukázalo, že úlomky narazily do napájecích kabelů solárního křídla.
Loď se vydala zpět na Zemi s více než 200 vzorky z 84 provedených experimentů a 400 vzorky odebranými z vnějšího povrchu stanice, kde byly vystaveny náročným podmínkám vesmírného prostředí. Odstanice se odpojila 30. dubna 2024 v 00:43 UTC poté, co stanici a rozpracované úkoly předala svým nástupcům z kosmické lodi Šen-čou 18, kteří na stanici přiletěli 25. dubna. Šen-čou 17 pak v 9:46 UTC přistála v přistávací oblasti Dongfeng v čínské autonomní oblasti Vnitřní Mongolsko, nepříliš vzdálené od kosmodromu Ťiou-čchüan, kde let začal. 